# Phanerotoma kobdensis
Phanerotoma kobdensis är en stekelart som beskrevs av Vladimir Ivanovich Tobias 1972. Phanerotoma kobdensis ingår i släktet Phanerotoma och familjen bracksteklar. Inga underarter finns listade i Catalogue of Life.